# Эверсмановы хомячки
Эверсмановы хомячки (лат. Allocricetulus) — род грызунов подсемейства хомяковых. Род включает два вида, оба найдены на территории бывшего СССР.

## Ареал
Распространены в сухих степях и полупустынях между Волгой и Иртышом, южная Тува, Монголия, северная часть центрального Китая.